# Fundación para el Progreso
La Fundación para el Progreso (FPP) es un think tank chileno fundado en 2012, que se enfoca en la difusión de ideas relacionadas con el liberalismo clásico y el libertarismo. Fundada en 2012 por el economista y empresario Nicolás Ibáñez Scott y Axel Kaiser es el presidente del Directorio de la fundación. 
La FPP cuenta con cuatro oficinas en diferentes ciudades chilenas, caracterizadas por una alta concentración de universidades y jóvenes: Valparaíso, Santiago, Concepción   y Valdivia. Esto contribuye a descentralizar el debate de ideas en Chile y América Latina, ya que participa en redes internacionales y su alcance (principalmente a través de las redes sociales) es regional.
Los objetivos de la fundación incluyen promover las ideas del liberalismo clásico, contribuir al debate público con ideas y propuestas que apoyen la libertad individual, los mercados libres y el Estado de derecho, y formar líderes y ciudadanos comprometidos con los valores del liberalismo.
Desde 2016, la fundación ha ganado protagonismo a través de su canal de YouTube. Según algunos expertos, el think tank aumentó su influencia después de la reelección de Sebastián Piñera como presidente de Chile en 2018.Asimismo, la fundación defendió la continuidad del gobierno en medio del estallido social ocurrido en el país durante 2019.